# Liquin
Il Liquin è una resina alchidica, ovvero un poliestere termoindurente modificato con oli, acidi grassi e altri componenti. Come tutte le resine alchidiche ha la peculiarità di essiccare rapidamente ed è per questo che ha trovato largo uso nell'arte moderna e contemporanea, soprattutto nella pittura a olio. Questo medium alchidico è composto da una speciale sostanza chimica, infatti deriva dalla parola inglese "Alkyd" che unisce due parole alcool e acido di cui il Liquin è composto. Questa speciale resina alchidica è stata inventata intorno ai prima anni settanta, da Arthur DeCosta, professore dell'accademia di Belle Arti di Philadelphia, in Pennsylvania.

## Caratteristiche
Il Liquin appare come una sostanza densa e semi vischiosa, leggermente torbida di colore ambrato, che viene venduta in appositi flaconi. La soluzione può essere agitata prima dell'uso così da divenire più chiara e fluida e apparire così semilucida.
Le caratteristiche principali del Liquin sono:
- Rapida essiccazione
- Non ingiallente
- Molto elastico e non soggetto a screpolare nel tempo
- Migliora la fluidità del colore a olio riducendo le tracce del pennello

## Settori di applicazione
Il Liquin è stato ideato e prodotto per sostituire certe sostanze siccative piuttosto tossiche e dannose presenti nel mercato della pittura a olio. Da allora è stato ampiamente apprezzato da artisti di tutto il mondo che ne hanno sfruttato tutte le sue peculiarità. Viene usato esclusivamente come medium per ridurre i tempi di asciugatura dei colori a olio, ma può essere usato anche come vernice finale in un dipinto a olio dopo aver aspettato almeno sei mesi dal termine dell'opera.
Nel corso degli anni il Liquin è stato aggiornato ed adattato alle diverse esigenze dei pittori contemporanei, sono così nati altre versioni del Liquin che è stato rinominato "Original" per distinguerlo dalle sue varianti che sarebbero: 
- Liquin Light Gel
- Liquin Fine Detail
- Liquin Oleopasto
- Liquin Impasto

## Liquin Light Gel
La prima variante del Liquin Original presenta un aspetto più limpido e gelatinoso, adatto alla tecnica delle velature, non ingiallisce ma ha un potere essiccante inferiore rispetto al medium originale.

## Liquin Fine Detail
Questo medium ha una colorazione più intensa e torbida rispetto ai primi due ed essendo molto denso e vischioso, è usato per dipingere dettagli minuti nei quadri a olio. 

## Liquin Oleopasto
Medium denso e filamentoso che viene usato per aumentare il volume del colore a olio e per creare dipinti materici.

## Liquin Impasto
Questo tipo di Liquin è stato creato per migliorare la formula dell'Oleopasto che risultava molto difficile da controllare a causa della sua natura collosa e filacciosa, Questo medium è più equilibrato e permette un maggior controllo del colore, una maggiore resistenza alle screpolature e risulta ideale per dipinti ad impasto come quelli di van Gogh.